# Schuh-Union
Die Schuh-Union AG war ein bedeutender deutscher Schuhhersteller und gehörte insbesondere in den 1970er-Jahren zu den größten Schuhproduzenten Deutschlands.

## Geschichte
Das Unternehmen entstand 1970 aus dem Zusammenschluss der vormals selbständigen Hersteller Dorndorf Schuhfabrik in Zweibrücken und Servas OHG Schuhfabriken in Rodalben. Die beiden Unternehmen waren 1970 mit Umsätzen von rund 150 Mio. D-Mark (Dorndorf) bzw. rund 100 Mio. EUR (Servas) nach dem damaligen Branchenprimus Salamander die größten deutschen Schuhhersteller. Die gemeinsame Jahresproduktion der Marken Dorndorf und Servas lag im Jahr der Fusion bei rund 100 Mio. Paar Schuhen. In der 1966 von Servas in Liezen gegründeten Fabrik für Damenschuhe wurden ab 1971 auch Damenschuhe für Dorndorf hergestellt. Der Sitz des fusionierten Unternehmens war Zweibrücken, der Jahresumsatz in Deutschland erreichte 1972 einen Marktanteil von rund 10 Prozent. Der Zusammenschluss der beiden Unternehmen war eine Reaktion auf den zu jener Zeit immer stärker werdenden Marktdruck durch ausländische Schuhhersteller.
Die Schuh-Union GmbH wurde 2003 von der in Reiden ansässigen Rieker-Gruppe übernommen und der Sitz nach Tuttlingen verlegt. Die Schuh-Union übernahm in der Rieker-Gruppe den Vertrieb für die Marken Dorndorf (bis 2014) und Remonte auf dem deutschen Markt und wurde zugleich Mutterunternehmen für die Rieker Schuh GmbH, die Rieker Entwicklungsgesellschaft und die Rieker Immobilien GmbH & Co KG sowie die Dorndorf Schuhfabrik GmbH & Co KG und die Schuh-Union Verwaltungs GmbH.
Seit 2023 besteht eine Kooperation der Marke Remonte mit dem Modemagazin Elle, mit der die Schuh-Union den Vertrieb modischer Damenschuhe und Handtaschen unter der gemeinsamen Marke remonte by Elle für neue Käufergruppen erschließt.